# グランドギャラリー
株式会社グランドギャラリーは、愛知県岡崎市に本社を構え東京都中央区日本橋、愛知県岡崎市に事業所を設けて、主として中古ピアノの輸出事業や買取・販売・修理を行う、大型ピアノ専門企業である。
日本全国、また世界各国から仕入れたグランドピアノ・アップライトピアノ・エレクトーン・デジタルピアノなど、5,000台以上（中古グランドピアノ700台・中古アップライトピアノ4,300台以上）のピアノを保有し、自社工房で修理・整備して中古ピアノを国内外へ販売するほか、メーカー正規特約店として新品ピアノやオリジナルブランドのピアノ、またアートピアノも創作販売している。
ブランドは、ヤマハ（YAMAHA）、カワイ（KAWAI）などの国産ピアノから、スタインウェイ・アンド・サンズ（STEINWAY&SONS）やベーゼンドルファー（Bösendorfer）、ベヒシュタイン（C.BECHSTEIN）といった世界三大ピアノといわれる輸入ピアノやアンティーク・ビンテージモデルまで、実に900ブランド以上に渡る。
2016年（平成28年）4月には、それまで培ったピアノリノベーション事業をベースに不動産事業を開始。全国、また世界へ向けてさらなるワンストップ総合リノベーションサービスを展開する。
2017年（平成29年）8月には、岡崎市大平町（東名岡崎インターチェンジすぐ）に4階建、延床面積が約6,000㎡、敷地面積が約3,200㎡の新本社へ拡大移転し、社屋内では常時約2,000台のピアノを在庫・展示している。
2020年(令和2年)5月には、インフィニティ―ステージ（ピアノの自動演奏ユニットとプロジェクター、スクリーン、専用スピーカー等のマルチメディアシステム）の販売を開始。ソフトとハードウェアの進化に合わせたサービスを展開している。
また、国内のほかアジア、欧州、北米、オセアニアなど30ヵ国以上へピアノの輸出も行っている。

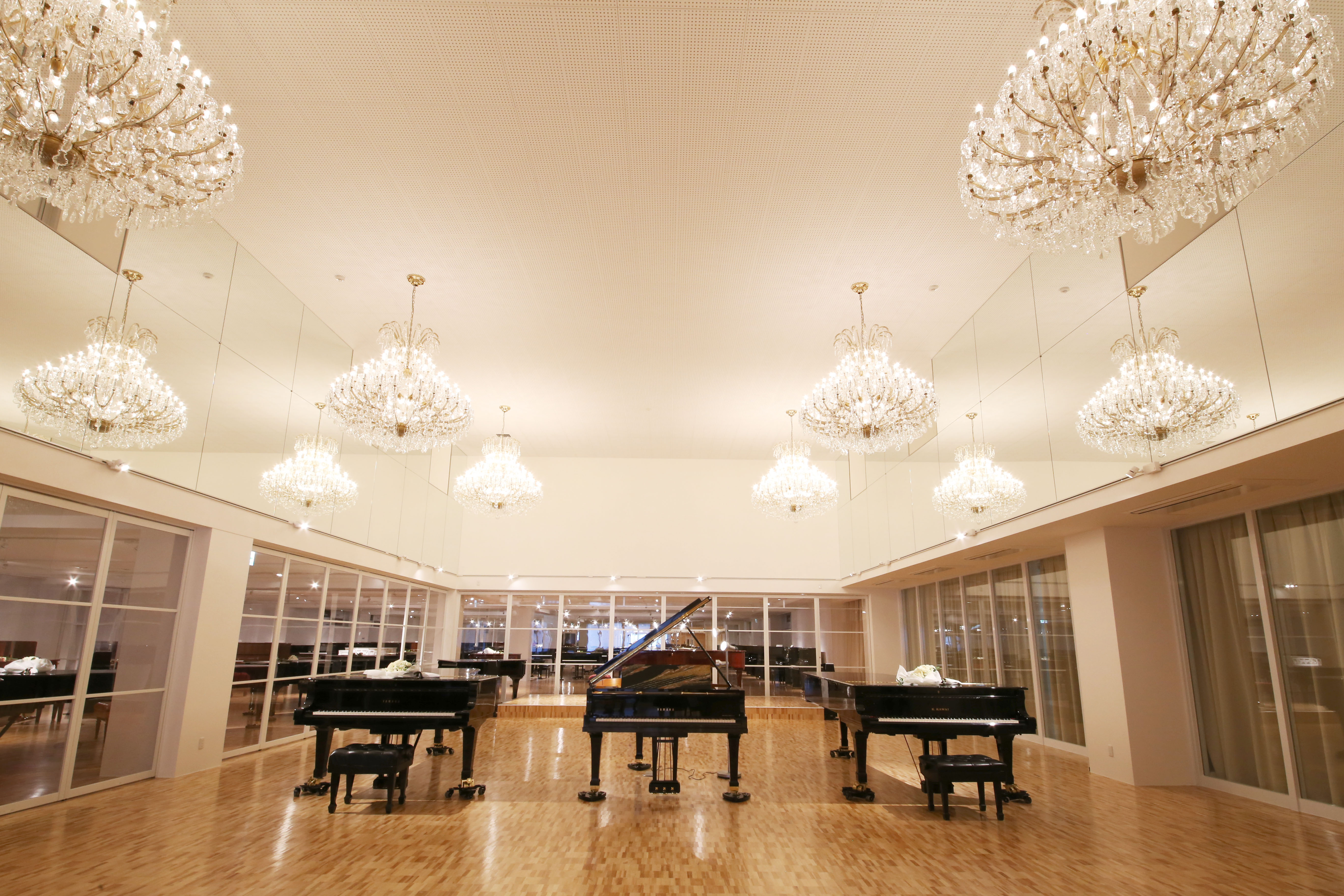
グランドギャラリー岡崎4階 クリスタルホール

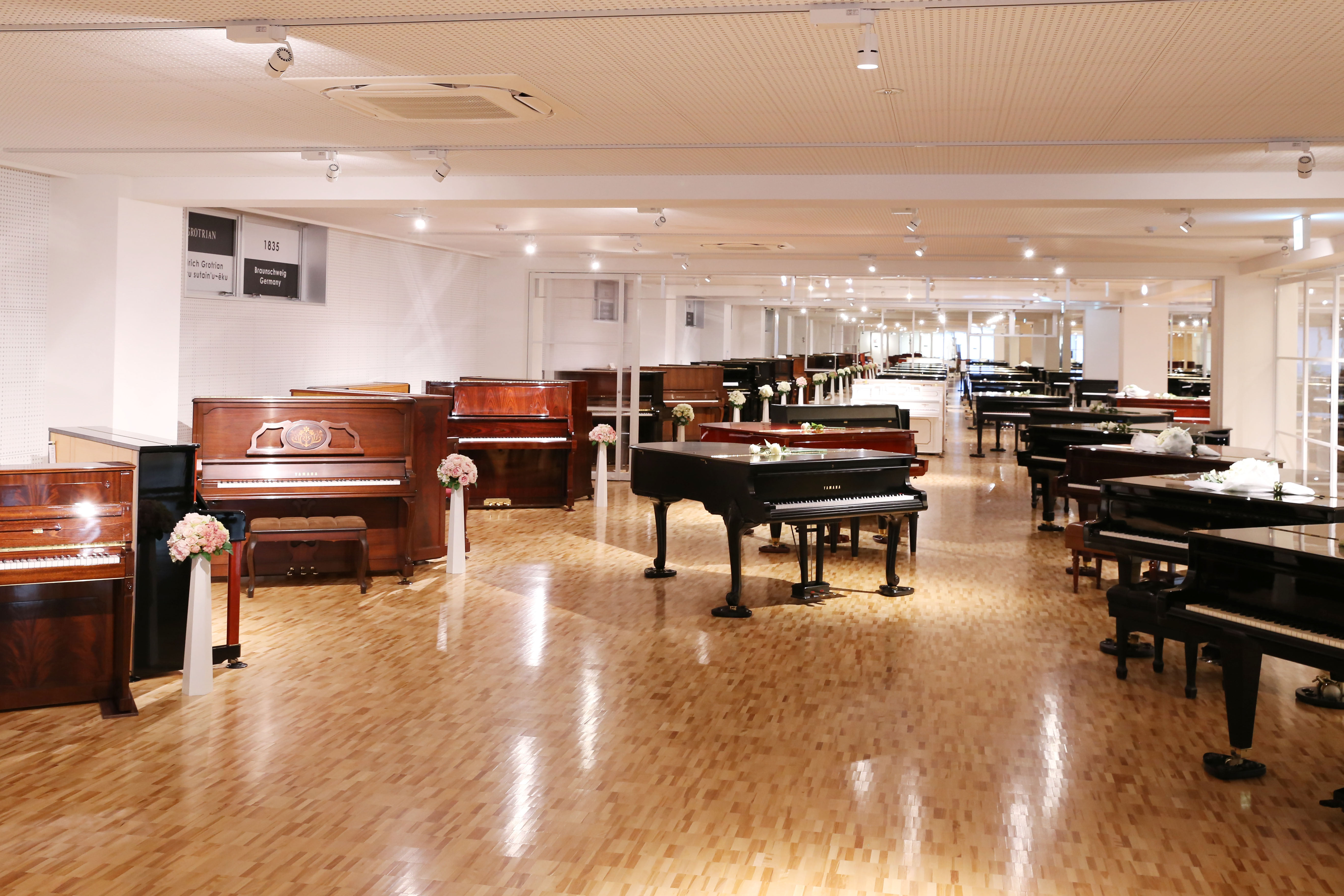
グランドギャラリー岡崎 4階、プレミアムピアノ展示スペース

## 沿革
- 2002年（平成14年）5月 - 会社設立。本社を岡崎市明大寺町（みょうだいじちょう）銭堤70に置く。
- 2012年（平成24年）7月 - 事業拡大のため本社（グランドギャラリー岡崎）を小美町（おいちょう）へ移転。
- 2014年（平成26年）7月 - 東京都中央区日本橋に「世界3大ピアノ専門店」グランドギャラリー東京を開設。
- 2017年（平成29年）8月 - 事業拡大のため岡崎市大平町に本社（グランドギャラリー岡崎）を移転。

## 事業所
グランドギャラリー岡崎（本社ショールーム）
グランドギャラリー東京（東京ショールーム）

## 事業内容
- ピアノ小売事業
- インフィニティステージ事業

「インフィニティステージ」(ピアノの自動演奏ユニットとプロジェクター、スクリーン、専用ｽﾋﾟｰｶｰ等のマルチメディアシステム）の販売。
- 高級ピアノ小売事業

STEINWAY&SONS(スタインウェイ＆サンズ）、Bösendorfer(ベーゼンドルファー)、C. Bechstein(C.ベヒシュタイン)世界三大ピアノ専門店。    世界三大ピアノ、スタインウェイのハンブルグ製とニューヨーク製の弾き比べができる。
- 買取事業
- 法人支援事業

ピアノ買取から、宝石・貴金属、不動産までを現金買取・販売。  ピアノ修理・移動・レンタル等の物流サービスを提供。
- 修理事業
- 輸出事業
- 中国卸事業

中古ピアノ総保有在庫1,400台以上の中から厳選した様々なピアノを中国全土に業者販売をしている。
- 物流事業

当社独自の物流ネットワークで、日本全国47都道府県や、海外までのデリバリー、配送などを請け負う。
- 不動産事業

岡崎を拠点として広く中部エリアの不動産買取や、売買仲介、賃貸、テナント仲介等を行う。

## イメージキャラクター
ヒット曲『TOMORROW』などで知られるシンガーソングライターの岡本真夜とパートナーシップ契約を結んでいる。

## 社会貢献活動
- 植樹活動（内モンゴル砂漠化地域）

中国内モンゴル地区で急速に進む砂漠化への取り組みとして、2018年、2019年には同社スタッフ自ら現地に赴き各150本の植樹を実施し、積極的な地球温暖化への環境改善に取り組んでいる。
- 一般社団法人日本ピアノ調律師協会 の活動支援（賛助会員）
- UNICEF（ユニセフ・国際連合児童基金）を通じての支援活動
- 東京、岡崎での全従業員による毎月地域清掃活動
- 学校、施設等へのピアノ寄付